# Jeff Cronenweth
Jeffrey Scott „Jeff“ Cronenweth (* 14. Januar 1962 in Los Angeles County, Kalifornien) ist ein US-amerikanischer Kameramann. Für seine Kameraarbeit bei den Filmen The Social Network sowie Verblendung wurde er jeweils für einen Oscar nominiert.

## Leben
Cronenweth studierte an der USC School of Cinematic Arts. Neben seinem Vater, dem künstlerisch einflussreichen Kameramann Jordan Cronenweth, arbeitete er ab 1986 bereits zu Highschool-Zeiten als Kameraassistent in Filmen wie Der steinerne Garten, U2: Rattle and Hum, Im Vorhof der Hölle, Eiskalte Leidenschaft oder Peggy Sue hat geheiratet, für den sein Vater eine Oscar-Nominierung in der Kategorie Beste Kamera erhielt. Auch dem legendären schwedischen Kameramann Sven Nykvist assistierte er u. a. in Schlaflos in Seattle, Chaplin, Gilbert Grape – Irgendwo in Iowa und Nur für Dich.
Als Camera Operator war er 1994 erstmals in dem Film Lifesavers – Die Lebensretter ebenfalls unter Nykvist tätig. 1995 arbeitete er für den französischen Kameramann Darius Khondji in dem Film Sieben von David Fincher.
Der erste Film, für den er hauptverantwortlich die Kameraführung übernahm, war der Kultfilm Fight Club aus dem Jahr 1999, dessen Regisseur ebenfalls David Fincher war. Weitere Filme waren u. a. One Hour Photo mit Robin Williams und Down with Love mit Renée Zellweger und Ewan McGregor in den Hauptrollen. Dazu kamen zahlreiche Musikvideos, darunter Videos für Michael Jackson und Shakira, oder auch ein Werbefilm für FedEx, der während des Super Bowls 2008 ausgestrahlt wurde.
Ein großer Erfolg war 2010 seine Arbeit an dem Film The Social Network über den Facebook-Gründer Mark Zuckerberg, für die er bei der Oscarverleihung 2011 in die Fußstapfen seines Vaters trat und ebenfalls eine Nominierung in der Kategorie Beste Kamera erhielt. Weitere Nominierungen gab es für Cronenweth bei den Chicago Film Critics Association Awards, den Central Ohio Film Critics Association Awards und den Sierra Awards der Las Vegas Film Critics Society.

## Filmografie (Auswahl)
- 1999: Fight Club
- 2002: One Hour Photo
- 2002: K-19 – Showdown in der Tiefe (K-19: The Widowmaker)
- 2003: Down with Love – Zum Teufel mit der Liebe! (Down with Love)
- 2010: The Social Network
- 2010: 7 Days (Les 7 jours du talion)
- 2011: Verblendung (The Girl with the Dragon Tattoo)
- 2012: Hitchcock
- 2014: Gone Girl – Das perfekte Opfer (Gone Girl)
- 2020: Tales from the Loop (Miniserie, 1 Folge)
- 2021: Being the Ricardos
- 2025: Brighter Days Ahead (Kurzfilm)